# Seznam luksemburških tenisačev
Seznam luksemburških tenisačev.

## K
- Anne Kremer

## M
- Mandy Minella
- Eléonora Molinaro
- Gilles Müller

## S
- Claudine Schaul
- Mike Scheidweiler